# Сиваківці
Сивакі́вці (Сививківці) — село в Україні, у Турбівській селищній громаді Вінницького району (колишньому Липовецького) Вінницької області. Населення становить 795 осіб.
В селі діє школа I-II ступенів. Також є церква Різдва Богородиці, що збудована у 1877 році - дерев'яна одноверха, на кам'яному фундаменті, разом з дзвіницею.

## Походження назви
Існує декілька легенд про походження назви села. Одна з них говорить, що на території нинішнього села оселились втікачі, які переховувались від монголо-татарського іга. Про давність заселення свідчать скіфські кургани (дорогою на «Грушечку», за 3 км від села). Втікачі обрали цю місцевість через постійні сиві тумани, які її вкривали. Річка Десна, що протікає тут, була повноводною, а під час весняних повеней та після рясних дощів, виходила навіть з берегів, затоплюючи великі простори лугів, утворюючи болота і озера, які не висихали навіть у спеку. Отож, на порівняно невеликі території було більше десятка озер і дві притоки річки. Про розкиданість поселення між озерами говорять і назви околиць «Хутір», «Калиновий гай», «Березовий гай», «Мочар», «Дубина», «Городи», «Ділянки», «Гамалія». Звідки не йшов, не повертався б сививківчанин додому, села не було видно, поки не підійде зовсім близько. Це тому, що воно розташоване в долині, де постійно стояв сивий туман, і саме від слова «сивина» пішла назва села.
Друга легенда говорить про те, що назва пішла від прізвища Сивак, яке мав чоловік, що поселився на кам'янистому березі, широкої, глибокої, багатої на рибу річки. Спочатку він жив самостійно, займався рибальством, скотарством, полюванням.

## Герб
Герб села Сиваківці є офіційним символом села. На сільському гербі вгорі зображений бик, ліворуч житній колос, а праворуч — листя акації, які обгорнуті Державним прапором. Внизу герба зображена п'ятипроменева  червона зірка, а в центрі підкова з рушником та річкою.
Герб намальований уродженцем села Соболівка Марценюком Іваном Мар'яновичем. Ідея та ескіз належать працівнику сільської ради Трофимчук К.О. та голові Рябіщук З.В.
Бик є символом колишнього Липовецького району, до якого на той час входило село Сиваківці. Підкова є символом щастя, заможності, успіху. Листя акації символізує відродження, безсмертя, любов. Житній колос — образ натрудженої і втомленої життєвими турботами жінки, річка символізує джерело життя та річку Десна, на березі якої розташоване село. П'ятипроменева зірка уособлює вихідця з села Михайла Гнатовича Трофимчука — генерал-лейтенанта.

## Народний колектив  «Червона калина» (с. Сиваківці, с. Соболівка)
Був створений 1991. Керівник -  Бойко Оксана Михайлівна, за фахом «Керівник фольклорного колективу, артист-виконавець  народних пісень, викладач фахових дисциплін). Колектив у 1993 р за високу майстерність виконання та сприяння розвитку народних звичаїв та традицій одержав високе звання «народний». 
Пісні у виконанні колективу неодноразово звучали на обласному радіо та державному телебаченні. 
Крім виконання народних пісень, колектив збирає та відтворює на сцені звичаєві культури, традиції та обряди.  

## Старовинна криниця с. Сиваківці
У с. Сиваківці донині  є старовинна криниця, змурована 1875 року. В народі її називають свяченою та козацька. Від криниці в сторону церкви с. Сиваківці є  підземний хід.

## Населення

### Мова
Розподіл населення за рідною мовою за даними перепису 2001 року:
| Мова       | Кількість | Відсоток |
| ---------- | --------- | -------- |
| українська | 790       | 99.37%   |
| російська  | 4         | 0.50%    |
| білоруська | 1         | 0.13%    |
| Усього     | 795       | 100%     |

## Відомі люди
В селі народилися: 
- Ковальчук Анатолій Пилипович (1962) — український лікар-онколог.
- Трофимчук Михайло Гнатович (1922—1985) — радянський військовий діяч, генерал-лейтенант.

## Галерея

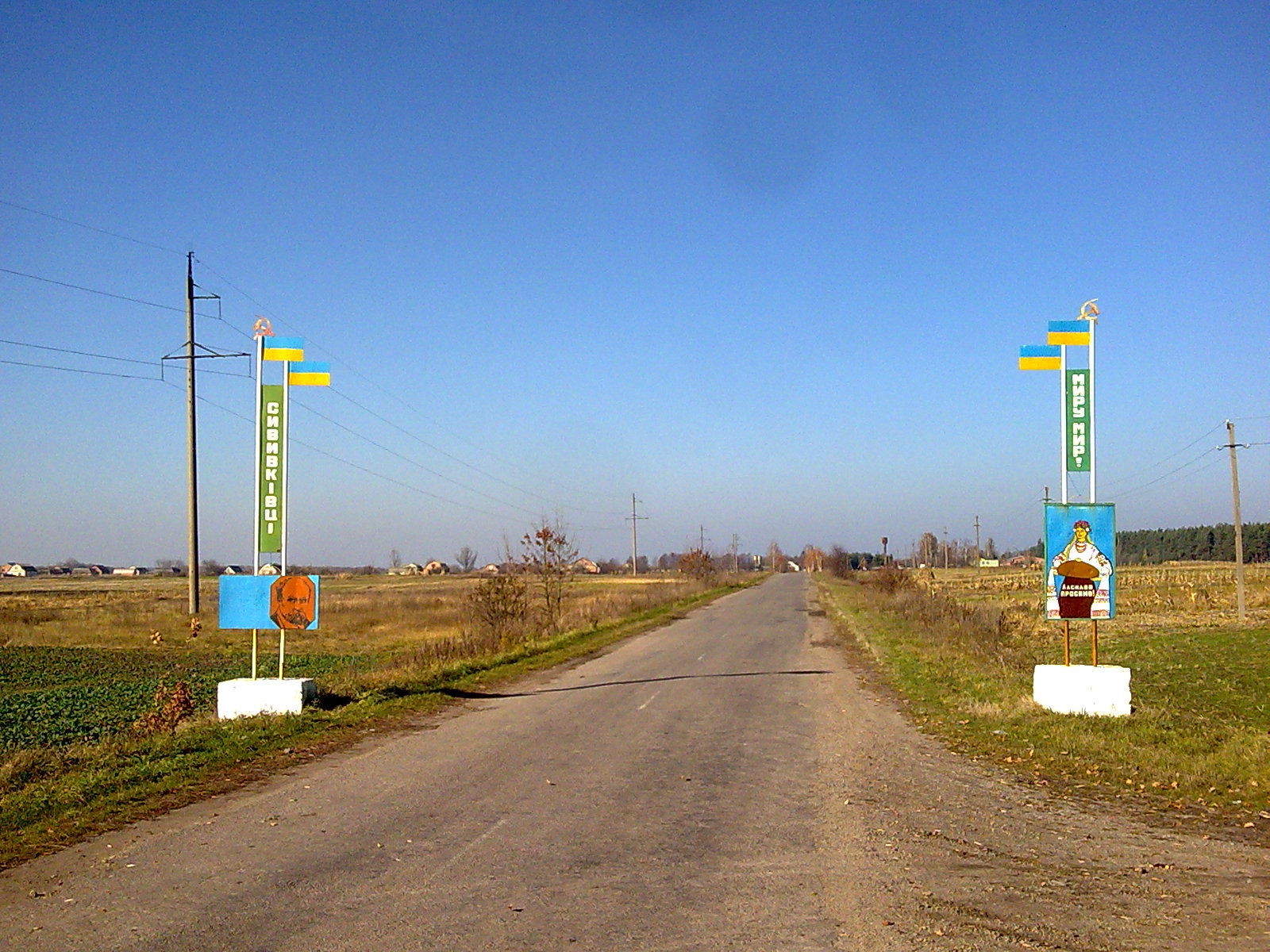
В'їзд у село
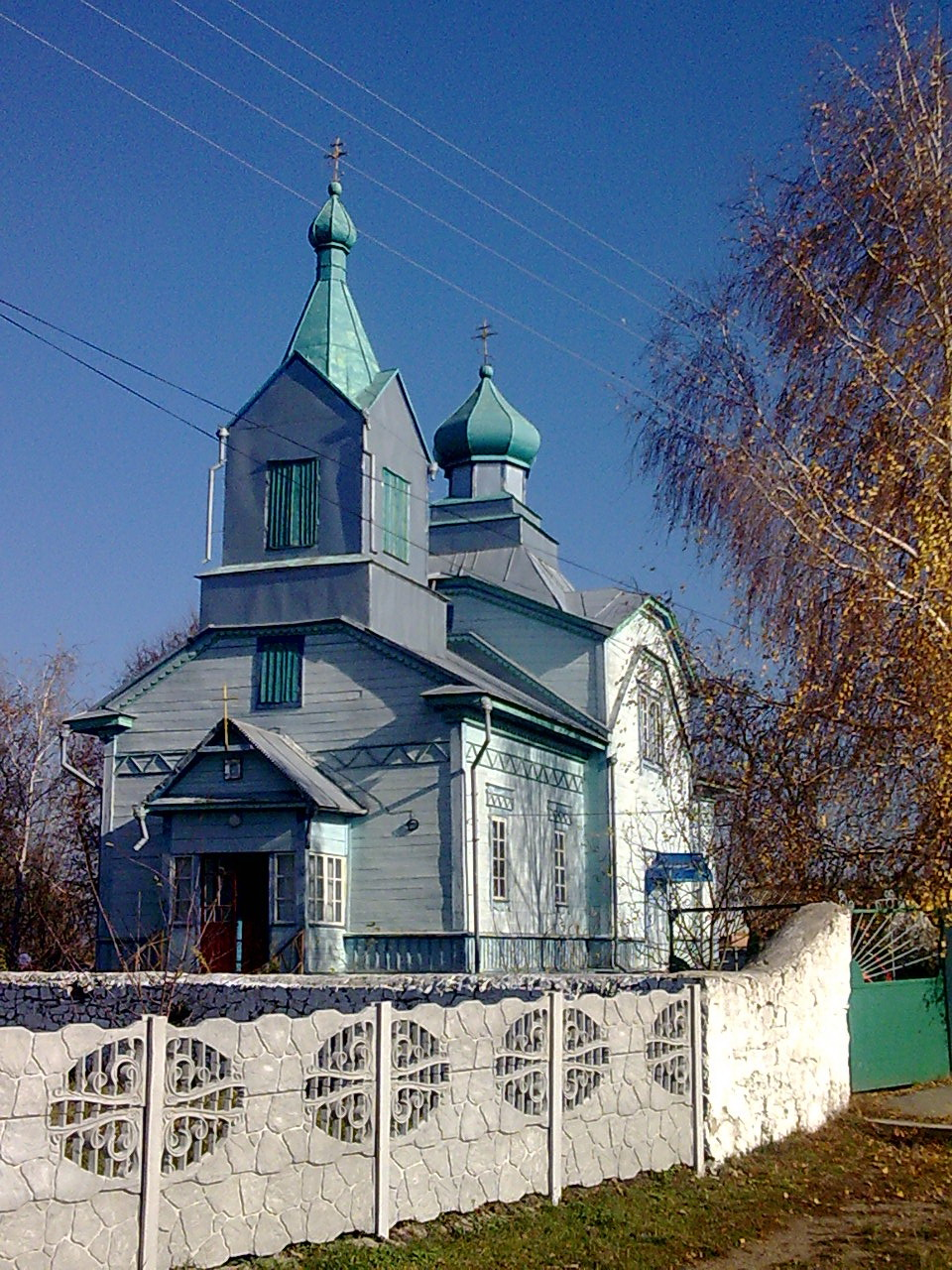
Церква Різдва Пресвятої Богородиці
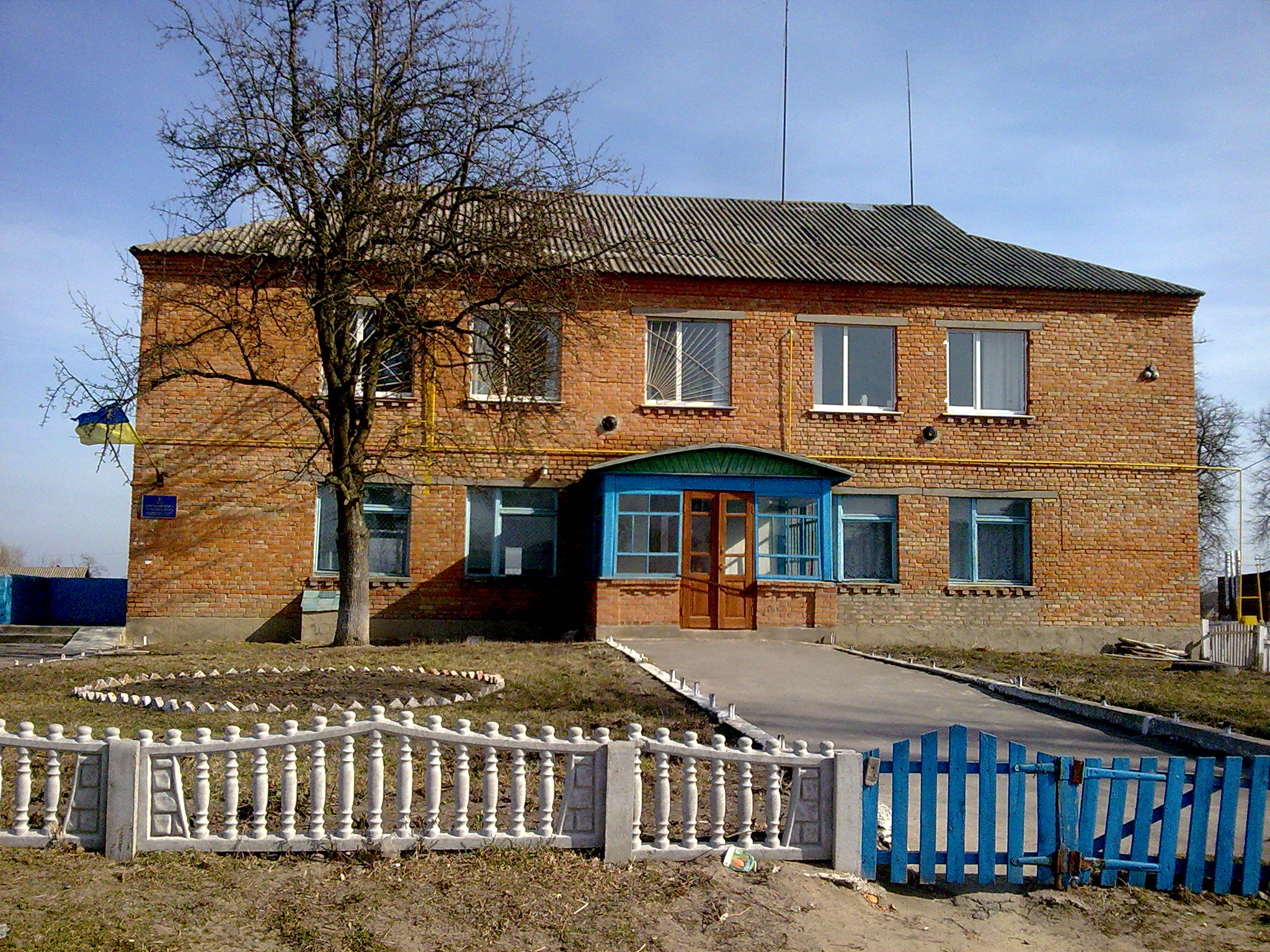
Сільська рада
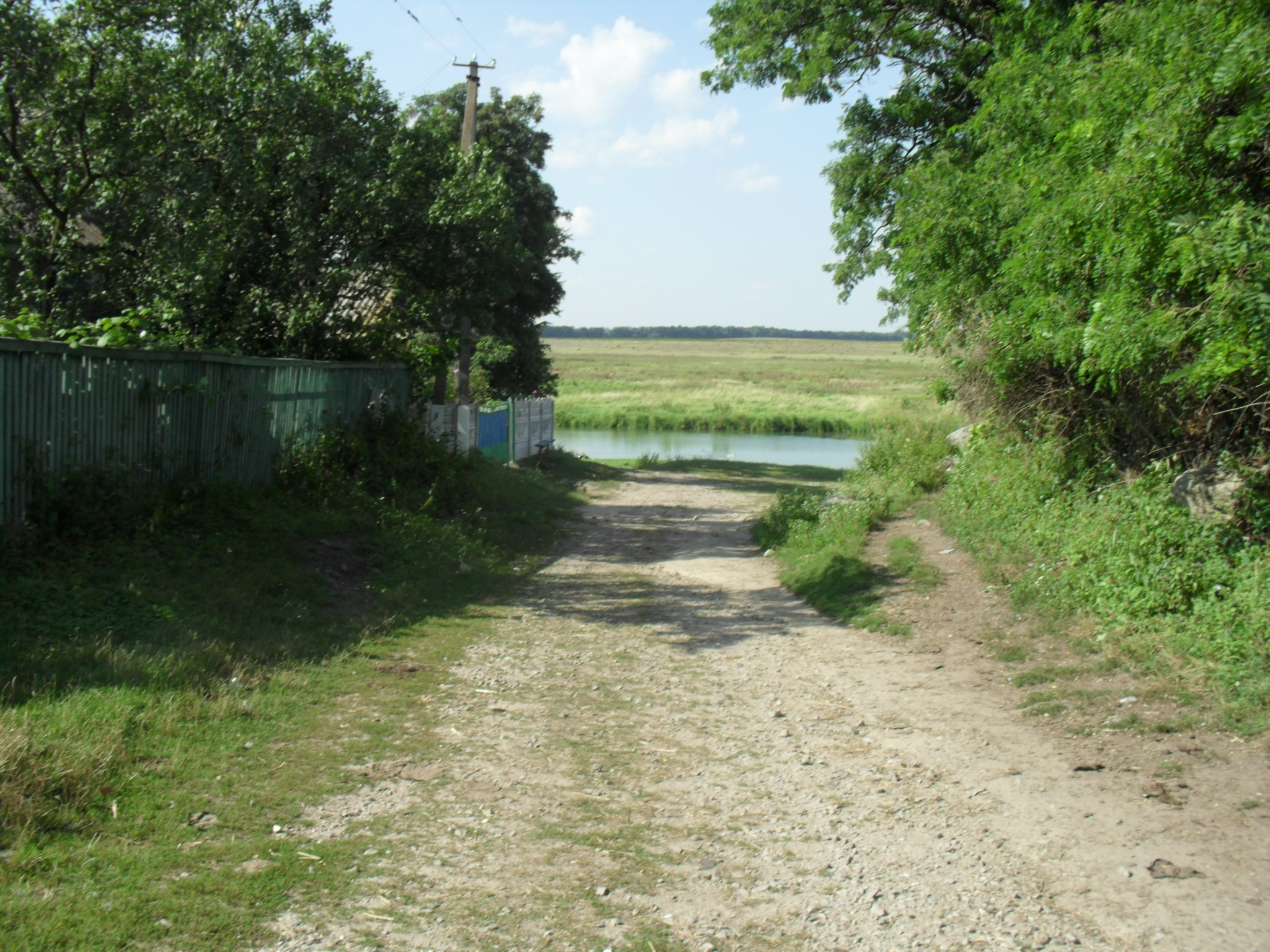
Вулиця веде до річки Десна
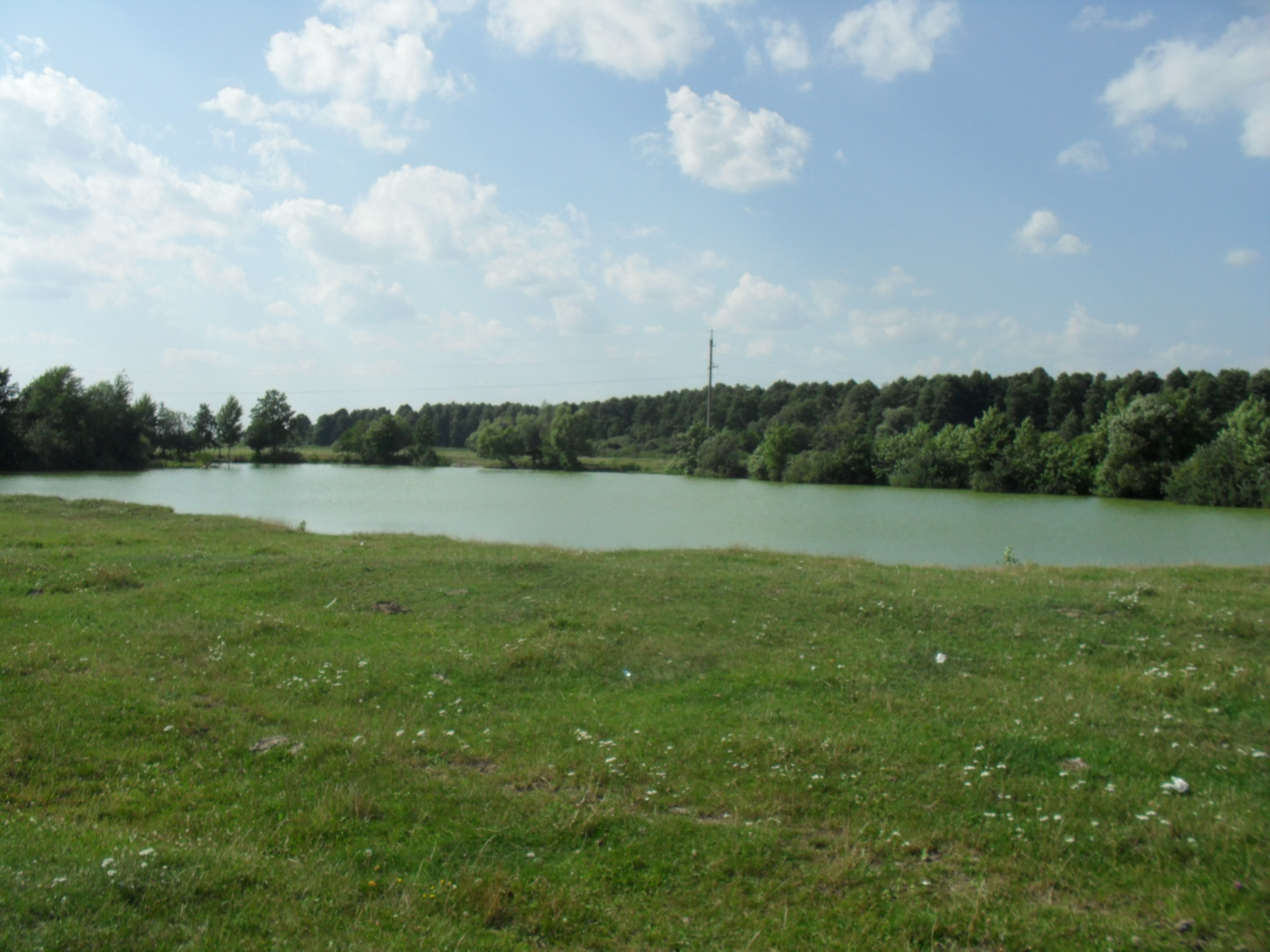
Озеро неподалік села
Пам'ятник воїнам-односельчанам, що загинули у роки Другої світової війни
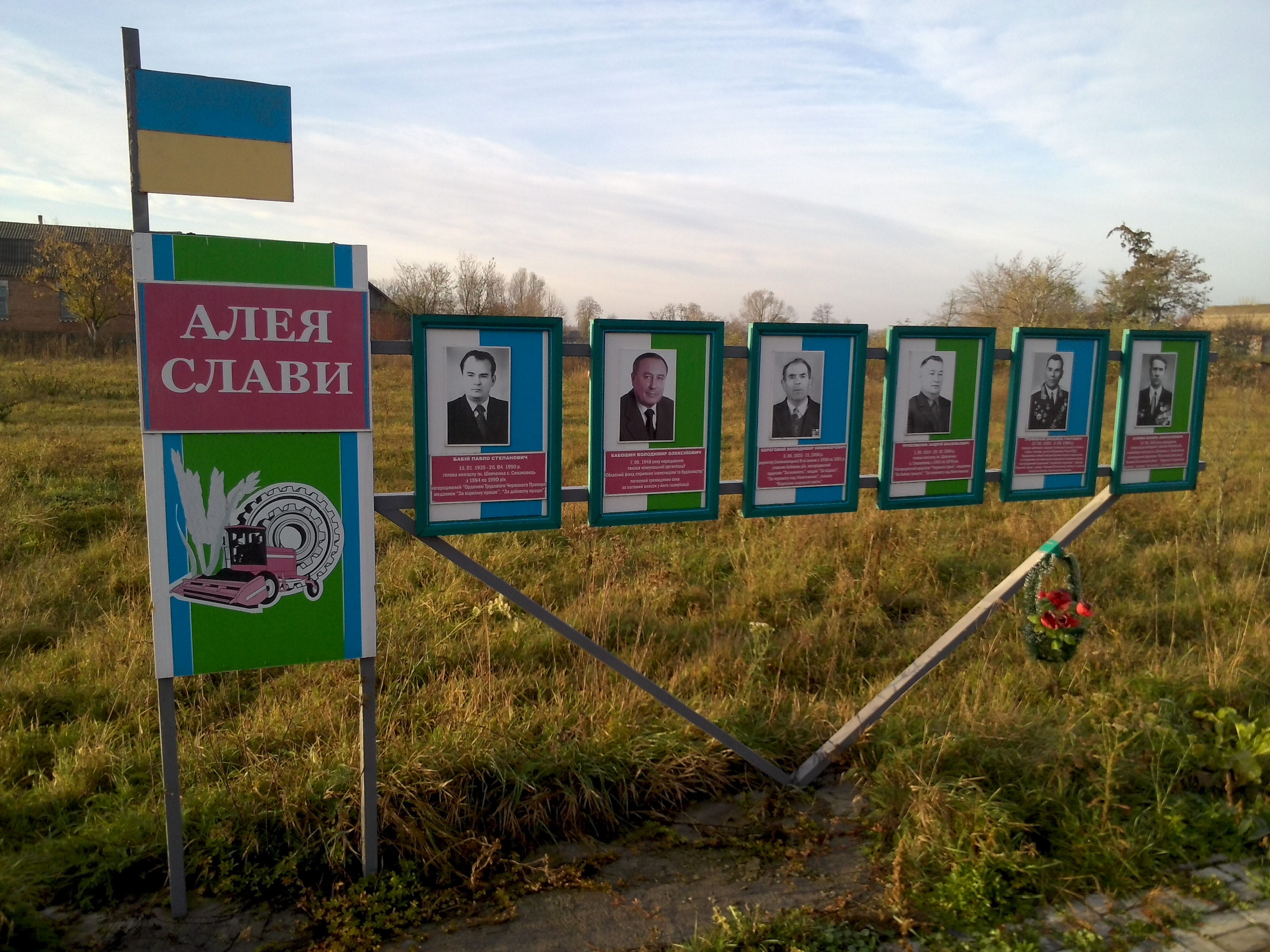
Алея Слави
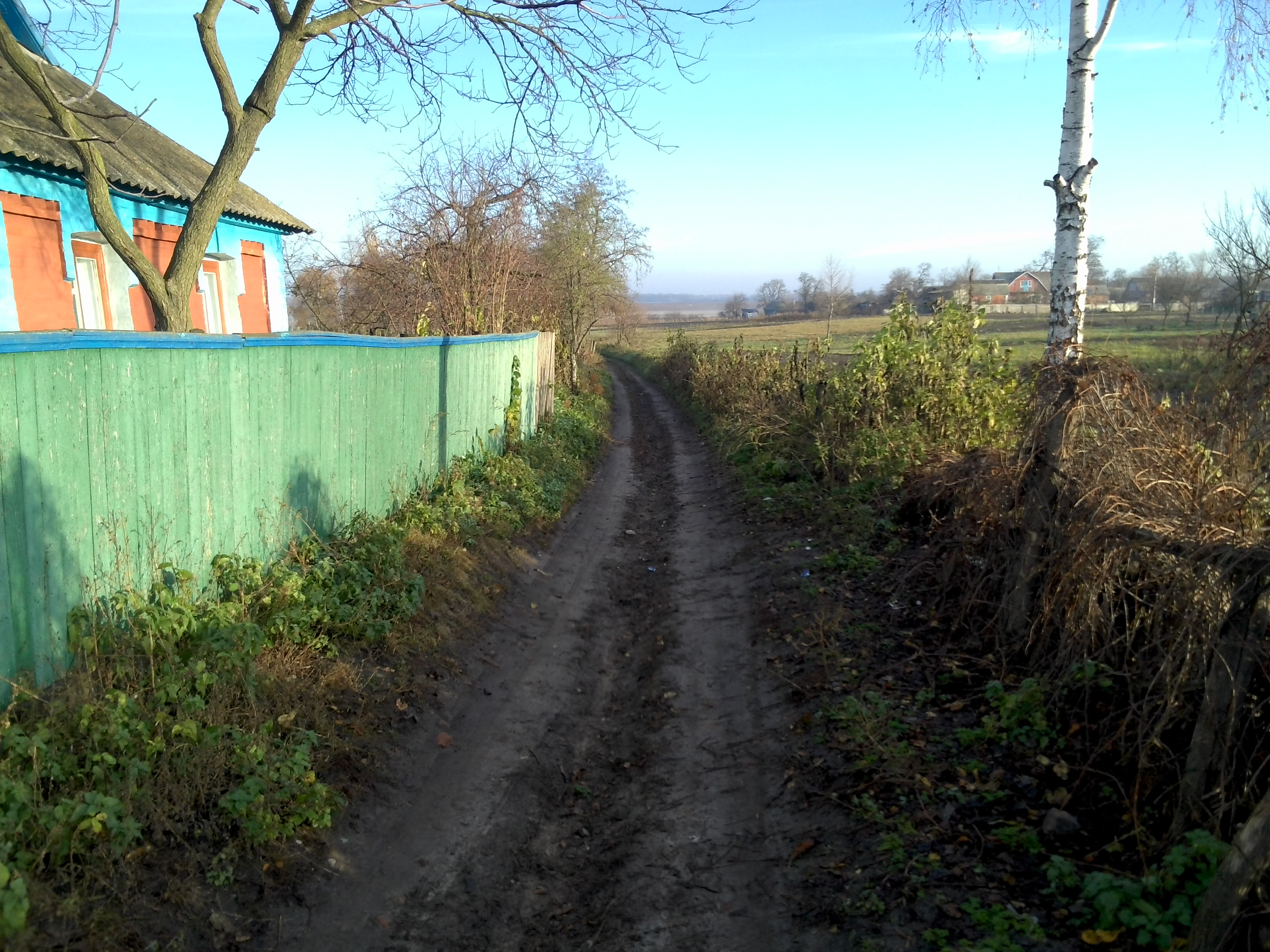
Вулиця в селі
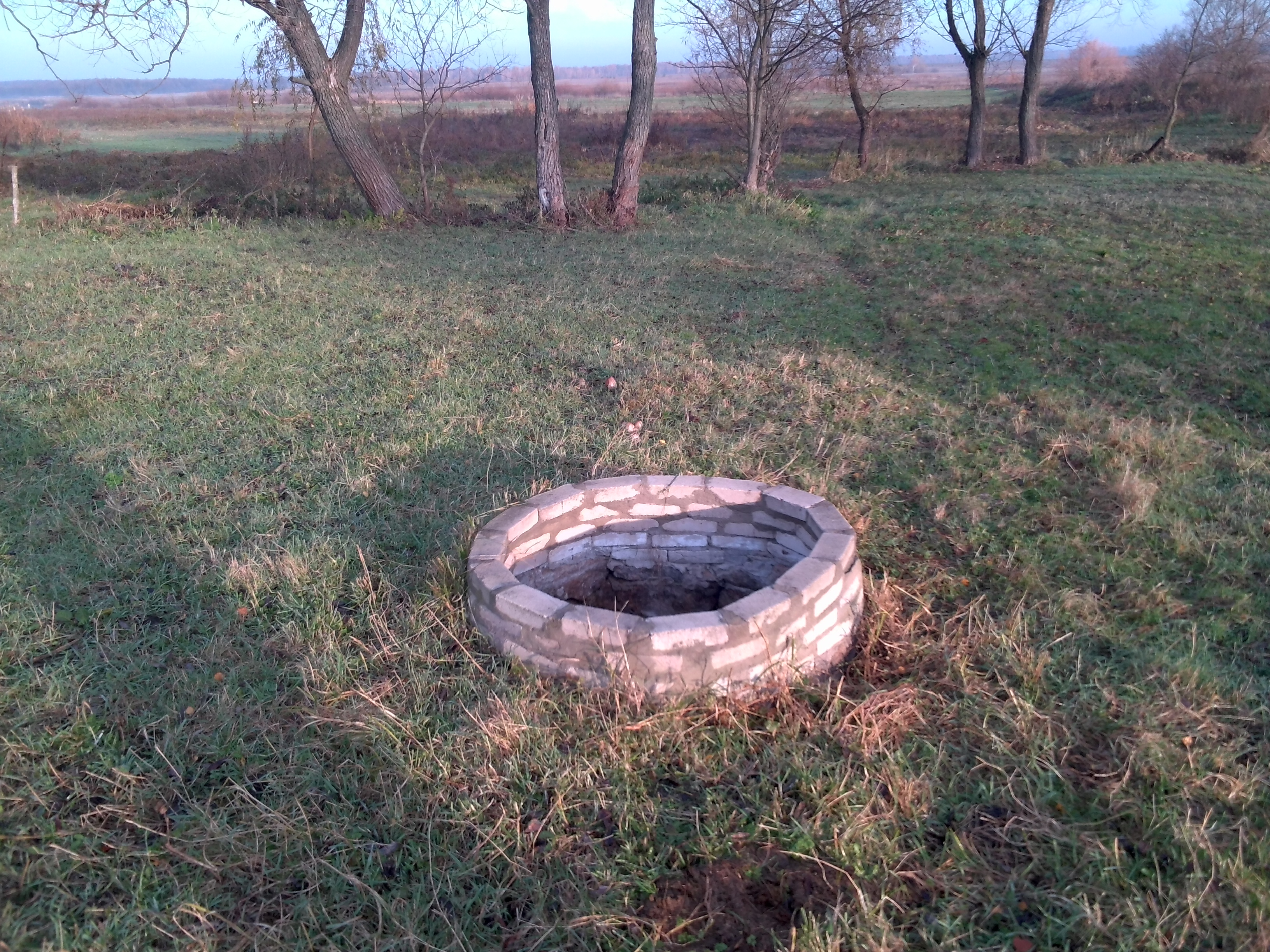
Стародавня криничка
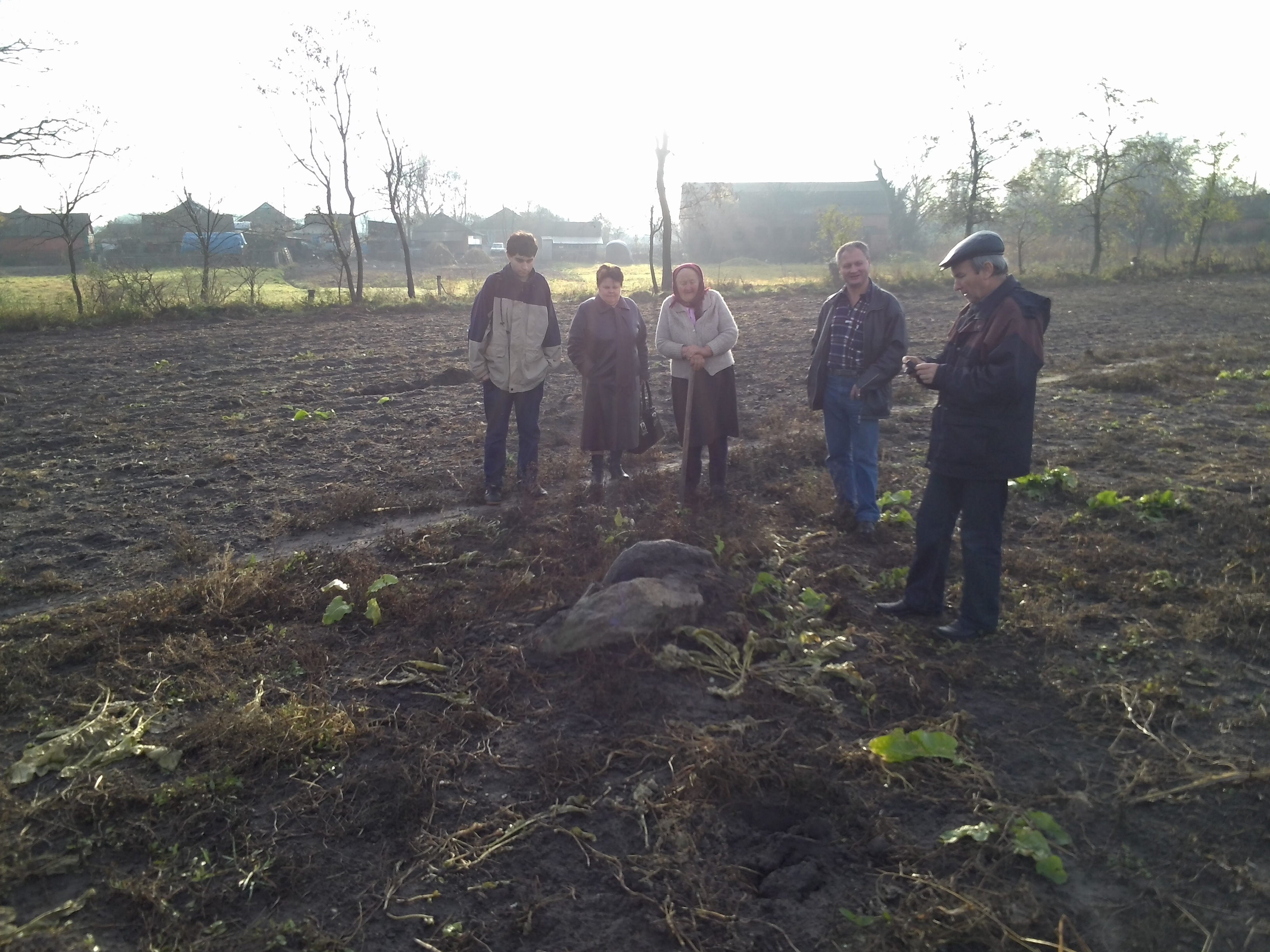
Місцева жителька показує на своєму городі містичний камінь, який ще її бабуся наказувала не рухати з свого місця, проте причина цього невідома
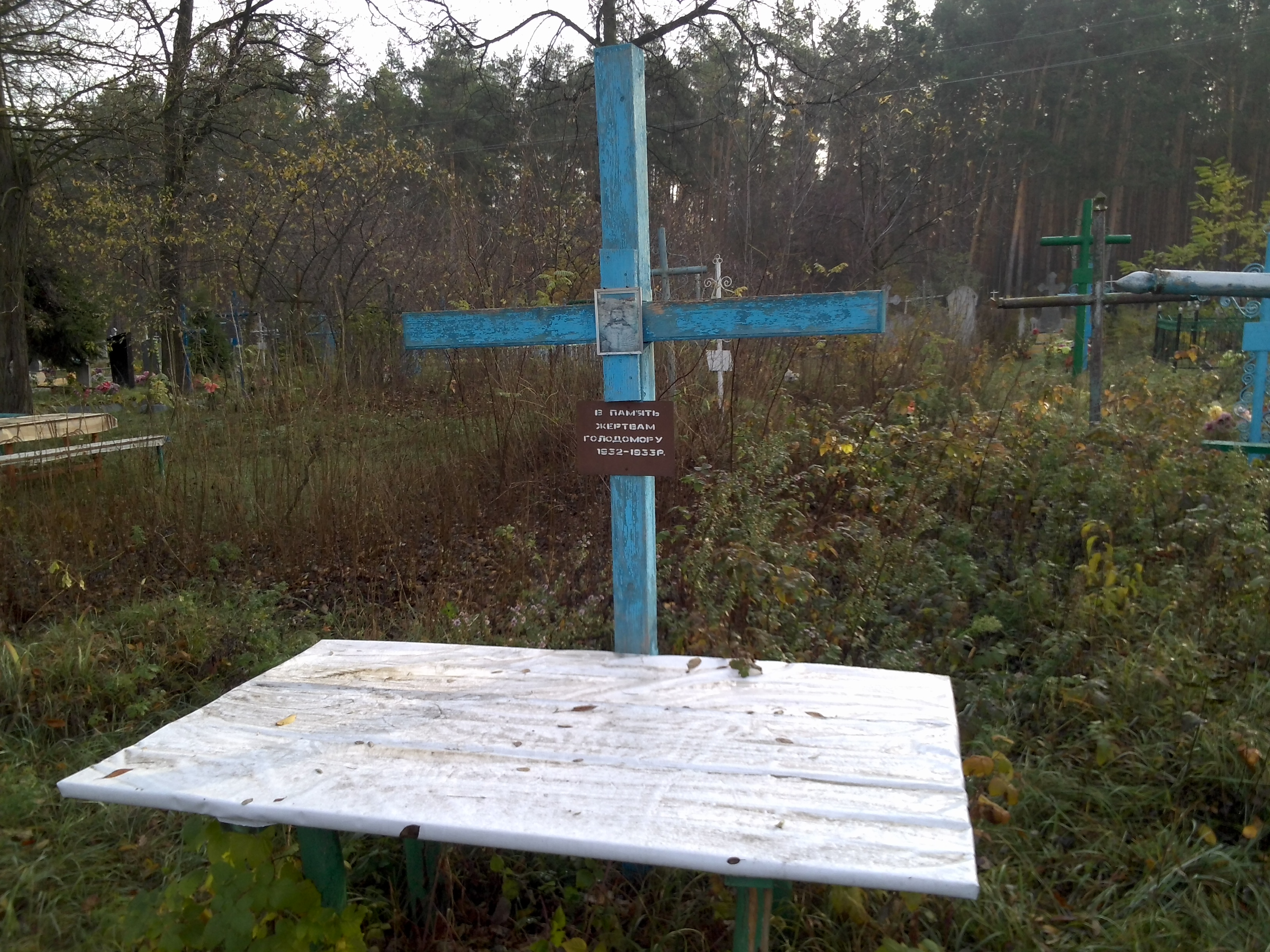
Хрест жертвам Голодомору на сільському кладовищі
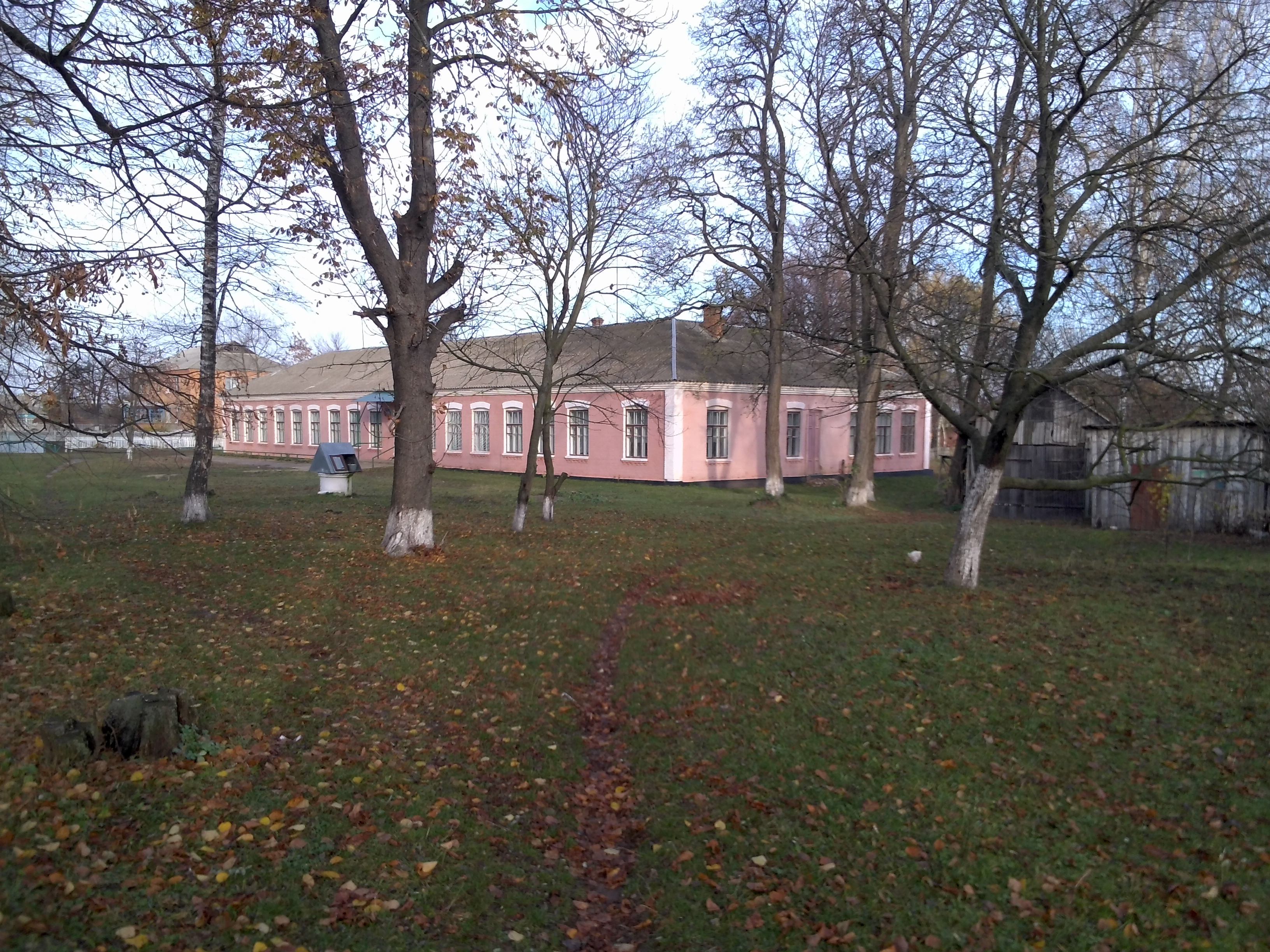
Школа I-II ступенів
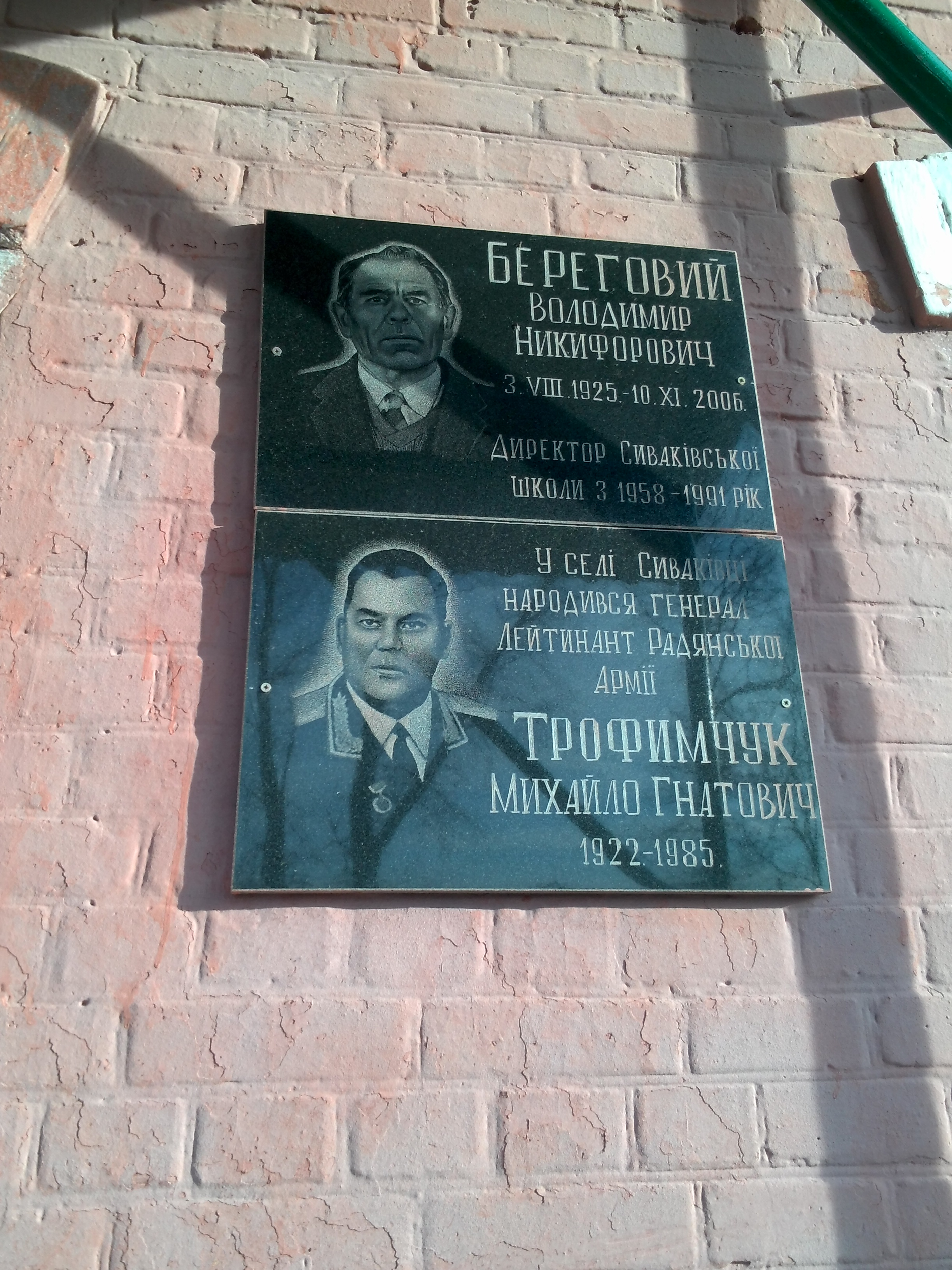
Меморіальні дошки на школі, на честь видатних жителів села
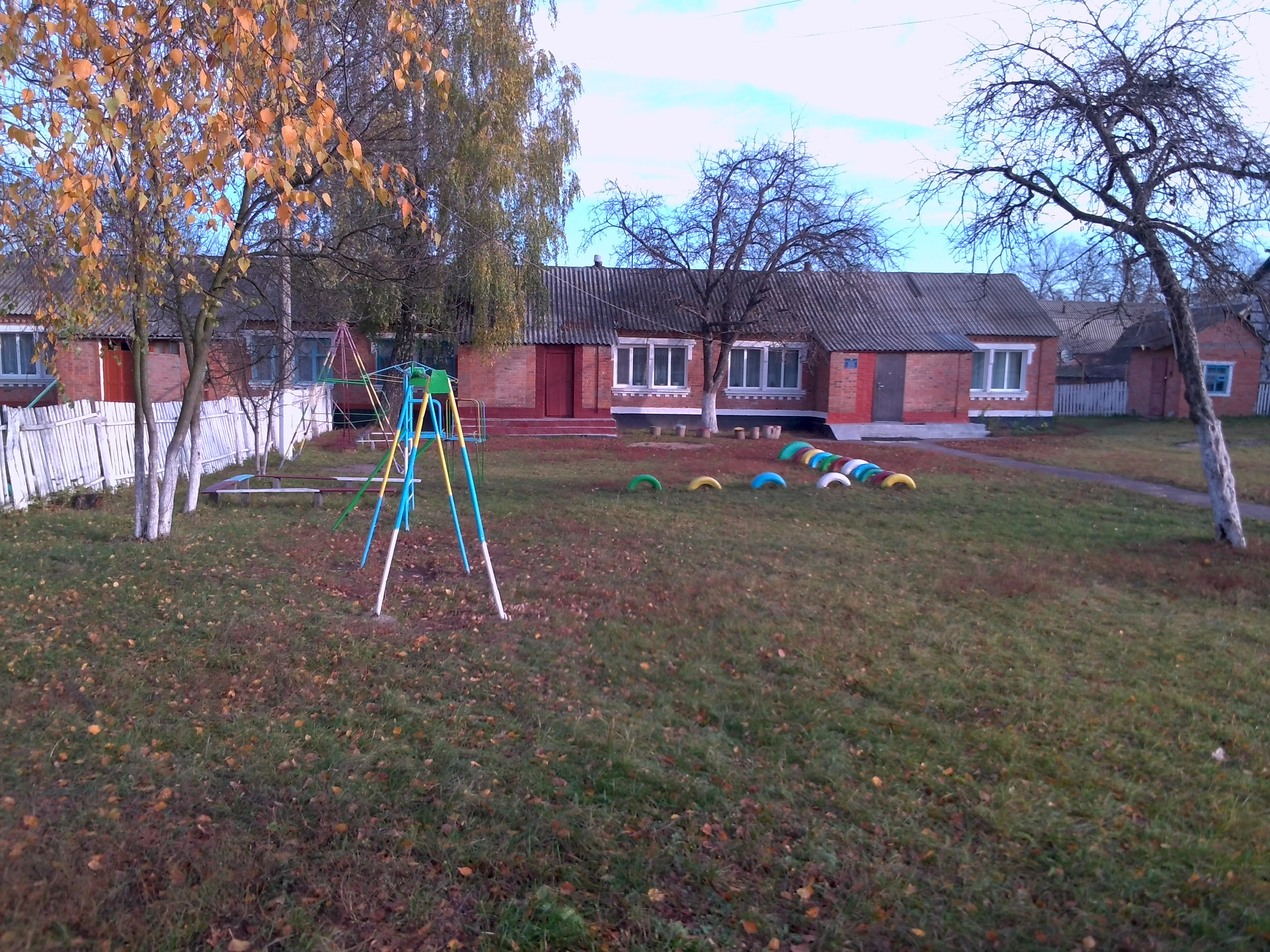
Дитячий садок
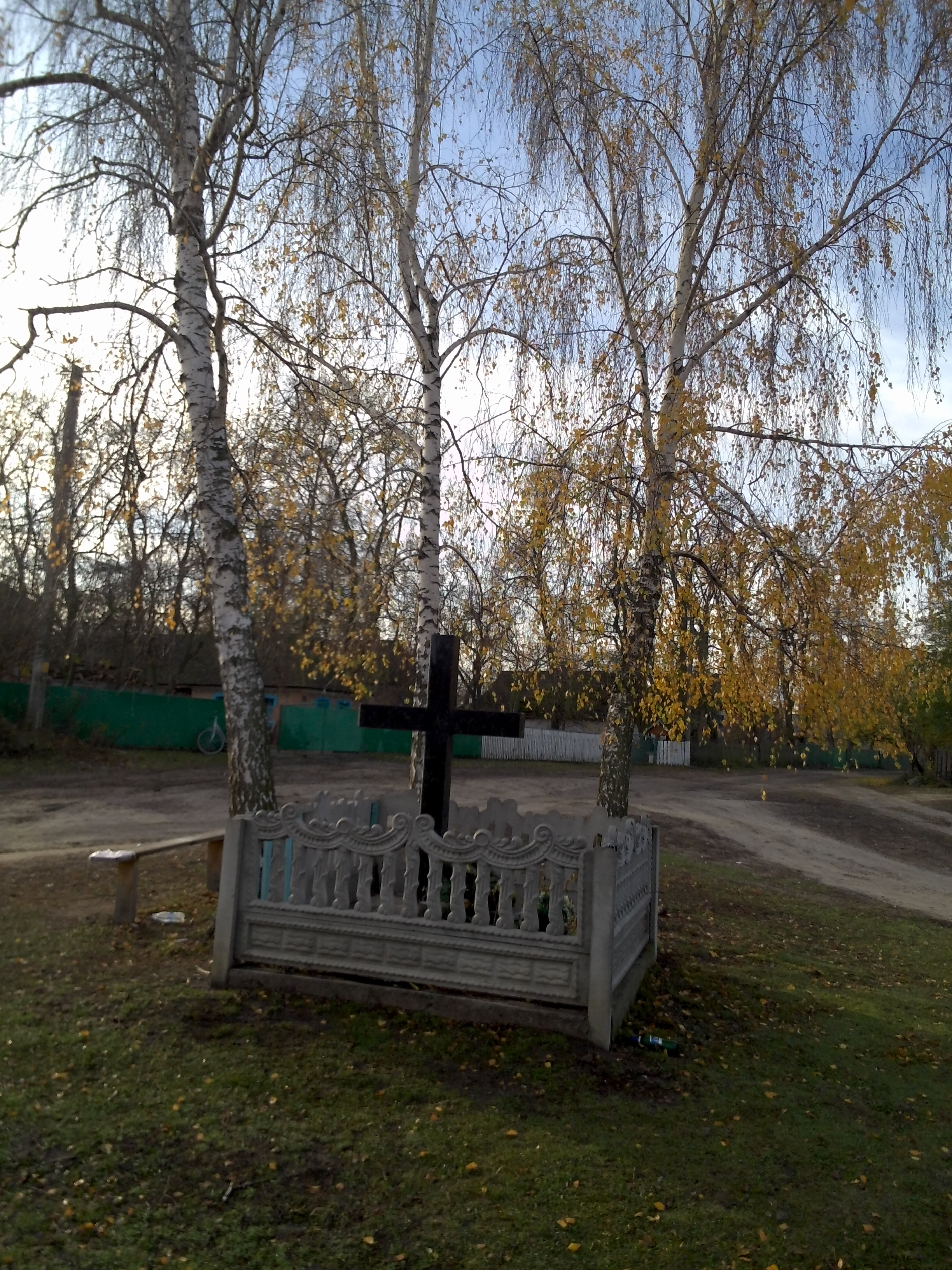
Хрест на честь скасування кріпосного права
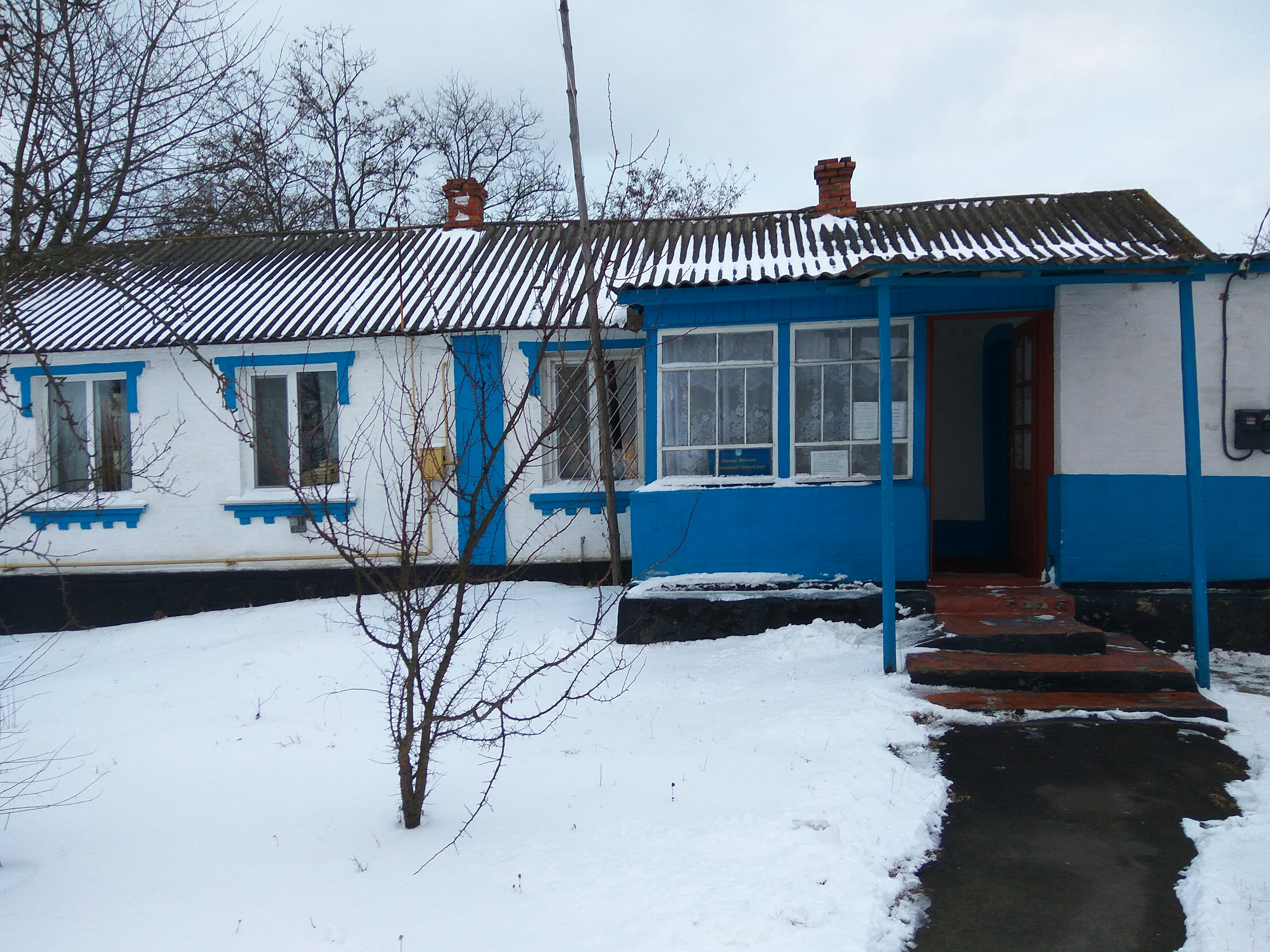
Бібліотека